# Grote 1 Mei-Prijs - Ereprijs Victor De Bruyne
Il Grote 1 Mei-Prijs - Ereprijs Victor De Bruyne (it.: Gran Premio 1º maggio-Premio Victor De Bruyne) è una corsa in linea maschile di ciclismo su strada che si disputa a Hoboken, in Belgio, il 1º maggio di ogni anno. Nel 2005 è stato inserito nel calendario dell'UCI Europe Tour come evento di classe 1.2.

## Albo d'oro
Aggiornato all'edizione 2013.
| Anno | Vincitore                            | Secondo                              | Terzo                                |
| ---- | ------------------------------------ | ------------------------------------ | ------------------------------------ |
| 1928 | Alexandre Maes                       | Aime Dossche                         | Paul Matton                          |
| 1929 | Joseph Dervaes                       | Jan Meeuwis                          | Alexandre Maes                       |
| 1930 | Joseph Dervaes                       | Jan Meeuwis                          | Andre Mortier                        |
| 1931 | Joseph Dervaes                       | Gustave Hombroeckx                   | August Meuleman                      |
| 1932 | Pierre Vereycken                     | Maurice Raes                         | Hector Van Rossem                    |
| 1933 | Maurice Raes                         | Louis Roothoofdt                     | Armand Haesendonck                   |
| 1934 | Edgard De Caluwé                     | Mathieu Cardeynaels                  | Michel D'Hooghe                      |
| 1935 | Karel Kaers                          | Jan-Jozef Horemans                   | Pol Mertens                          |
| 1936 | Remy Van Der Steen                   | Michel D'Hooghe                      | Ides-Gerard Haeck                    |
| 1937 | Karel Kaers                          | Lode Janssens                        | Richard Kemps                        |
| 1938 | Theo Middelkamp                      | Frans Van Hassel                     | Maurice Raes                         |
| 1939 | Gustaaf Deloor                       | Frans Pauwels                        | Albert Rosseel                       |
| 1940 | Frans Pauwels                        | Andre Maelbrancke                    | Joseph Vankerckhoven                 |
| 1941 | Odiel Van Den Meerschaut             | Alberic Schotte                      | Achiel Buysse                        |
| 1942 | Georges Claes                        | Achiel Buysse                        | Sylvain Grysolle                     |
| 1943 | Gorgon Hermans                       | Odiel Van Den Meerschaut             | Eugene Kiewit                        |
| 1944 | Sylvain Grysolle                     | Gustaaf Van Overloop                 | Frans Cools                          |
| 1945 | Maurice Meersman                     | Henri Renders                        | René Janssens                        |
| 1946 | Eugene Kiewit                        | Theo Middelkamp                      | Frans Knaepkens                      |
| 1947 | Maurice Mollin                       | Leopold De Rycke                     | Lode Poels                           |
| 1948 | Rene Mertens                         | Karel Leysen                         | Valère Ollivier                      |
| 1949 | Omer Dhaenens                        | Arthur Mommerency                    | Jeroom De Jaeger                     |
| 1950 | Gustaaf Salembier                    | Henri Bauwens                        | Raymond De Smedt                     |
| 1951 | Karel De Baere                       | Gerard Buyl                          | Jos De Feyter                        |
| 1952 | Gerard Buyl                          | Lode Elaerts                         | Marcel Dierkens                      |
| 1953 | Frans Loyaerts                       | Henri Bauwens                        | Gustaaf Haxelmans                    |
| 1954 | Gaston De Wachter                    | Leo Buyst                            | Jos Van Staeyen                      |
| 1955 | Leo Buyst                            | Frans Vermeiren                      | Gilbert Van De Wiele                 |
| 1956 | Harrie De Boer                       | Maurice Stroobants                   | Eddy de Waal                         |
| 1957 | Karel Clerckx                        | Jos De Feyter                        | Jules Mertens                        |
| 1958 | Gerrit Voorting                      | Petrus Oellibrandt                   | Jan Delin                            |
| 1959 | Gentiel Saelens                      | Joseph Marien                        | Cyriel Huyskens                      |
| 1960 | Gentiel Saelens                      | Joseph Marien                        | Gilbert Saelens                      |
| 1961 | Jean-Baptiste Claes                  | Petrus Oellibrandt                   | Eddy Pauwels                         |
| 1962 | Henri Luyten                         | Leopold Schaeken                     | Joseph Verachtert                    |
| 1963 | Frans Melckenbeeck                   | Piet van Est                         | Gilbert Maes                         |
| 1964 | Léon Van Daele                       | Gilbert Maes                         | Etienne Vercauteren                  |
| 1965 | Bart Zoet                            | Louis Proost                         | Petrus Oellibrandt                   |
| 1966 | Petrus Oellibrandt                   | Willy Van Den Bulck                  | Rik Omloop                           |
| 1967 | Marin Creele                         | Frans Aerenhouts                     | Alfons De Bal                        |
| 1968 | Rene Corthout                        | Roland Van De Rijse                  | Tony Daelemans                       |
| 1969 | Jaak Frijters                        | Yvan Verbiest                        | Frans Verbeeck                       |
| 1970 | Ronny Van De Vijver                  | Jacques Clauwaert                    | Fernand Hermie                       |
| 1971 | Eddy Goossens                        | Patrick Sercu                        | Jos van Beers                        |
| 1972 | Raymond Steegmans                    | Eddy Peelman                         | Fernand Van Rijmenant                |
| 1973 | Jos Abelshausen                      | Daniel Verplancke                    | Michel Van Vlierden                  |
| 1974 | Jos Jacobs                           | Frans Verhaegen                      | Marcel Omloop                        |
| 1975 | Jos Jacobs                           | Rene Dillen                          | Jose Vanackere                       |
| 1976 | Jos Jacobs                           | Willy In't Ven                       | Marc Renier                          |
| 1977 | Etienne Van Der Helst                | Herman Vrijders                      | Jean-Pierre Berckmans                |
| 1978 | Eddy Verstraeten                     | Jos Jacobs                           | Frank Arijs                          |
| 1979 | Dirk Baert                           | Willem Thomas                        | Guido Van Sweevelt                   |
| 1980 | Frans Van Looy                       | Ludo Delcroix                        | Aad van den Hoek                     |
| 1981 | Eric Van De Perre                    | Charles Jochums                      | Leo Van Thielen                      |
| 1982 | Gerrie van Gerwen                    | Dirk Baert                           | Willy Teirlinck                      |
| 1983 | Alain De Roo                         | Guido Baeyens                        | Etienne Van Der Helst                |
| 1984 | Alain De Roo                         | Alain Desaever                       | Marc Maertens                        |
| 1985 | Jan Bogaert                          | Alain De Roo                         | Raoul Bruyndonckx                    |
| 1986 | Ad Wijnands                          | Bruno Geuens                         | Eric McKenzie                        |
| 1987 | Herman Frison                        | Bruno Geuens                         | Eddy Planckaert                      |
| 1988 | Jan Bogaert                          | Jacques van der Poel                 | Wiebren Veenstra                     |
| 1989 | Johan Devos                          | Patrick Verplancke                   | Ferdi Dierickx                       |
| 1990 | Kurt Onclin                          | Ludo Giesberts                       | Corneille Daems                      |
| 1991 | Michel Cornelisse                    | Rik Van Slycke                       | Jan Bogaert                          |
| 1992 | Jan Bogaert                          | Johnny Dauwe                         | Johan Devos                          |
| 1993 | Peter Pieters                        | Wim Omloop                           | Marc Dierickx                        |
| 1994 | Johnny Dauwe                         | Ludo Dierckxsens                     | Patrick De Wael                      |
| 1995 | Tom Steels                           | Robbie Vandaele                      | Johnny Dauwe                         |
| 1996 | Michel Cornelisse                    | Ronny Assez                          | Andy De Smet                         |
| 1997 | Peter Spaenhoven                     | Rik Van Slycke                       | Hans De Meester                      |
| 1998 | Frank Høj                            | Aart Vierhouten                      | Koen Beeckman                        |
| 1999 | Frank Corvers                        | Ronny Assez                          | Wim Omloop                           |
| 2000 | Tony Bracke                          | Niko Eeckhout                        | Geert Omloop                         |
| 2001 | Geert Omloop                         | Danny Daelman                        | Danny Baeyens                        |
| 2002 | Roger Hammond                        | Mark Roland                          | Geert Omloop                         |
| 2003 | Joseph Boulton                       | Gert Vanderaerden                    | Jaaron Poad                          |
| 2004 | Jurgen Van Loocke                    | Ward Bogaert                         | Kevin Van Der Slagmolen              |
| 2005 | Hamish Robert Haynes                 | Jean Zen                             | Nicky Cocquyt                        |
| 2006 | Jean Philippe Dony                   | Frank van Kuik                       | Frederik Christiaens                 |
| 2007 | Wouter Mol                           | Jens Renders                         | Mindaugas Striska                    |
| 2008 | Bobbie Traksel                       | Thomas Chamon                        | Dennis Kreder                        |
| 2009 | Denis Flahaut                        | Adam Blythe                          | Joeri Clauwaert                      |
| 2010 | Jan Kuyckx                           | Steven Caethoven                     | Clinton Avery                        |
| 2011 | Aidis Kruopis                        | Jeremy Burton                        | Adrien Vandermeersch                 |
| 2012 | Christophe Premont                   | Kevin Peeters                        | Baptiste Planckaert                  |
| 2013 | Coen Vermeltfoort                    | Mats Boeve                           | Yoeri Havik                          |
| 2014 | Non disputato per problemi economici | Non disputato per problemi economici | Non disputato per problemi economici |